# Ghiacciaio Miers
Il ghiacciaio Miers è un piccolo ghiacciaio lungo circa 7 km situato poco a nord del ghiacciaio Adams, nella regione centro occidentale della Dipendenza di Ross, nell'Antartide orientale. I flussi dei due ghiacciai, entrambi situati nella parte meridionale colli Denton, in corrispondenza della costa di Scott, sono divisi da una piccola cresta la cui estremità orientale è completamente circondata dai fronti dei due ghiacciai che si avvicininano arrivando nel fondo della valle di Miers, circa 1,6 km prima di arrivare al lago Miers, per poi riversarsi in quest'ultimo.

## Storia
Il ghiacciaio Miers è stato scoperto e battezzato nel corso della Spedizione Terranova, condotta dal 1910 al 1913 e comandata da Robert Falcon Scott. Il nome deriva da quello della vicina valle di Miers, a sua volta così chiamata probabilmente in onore di Edward J. Miers, a un biologo marino del British Museum che esamino gli esemplari di crostacei riportati dalle spedizioni antartiche del capitano James Clark Ross.

## Mappe

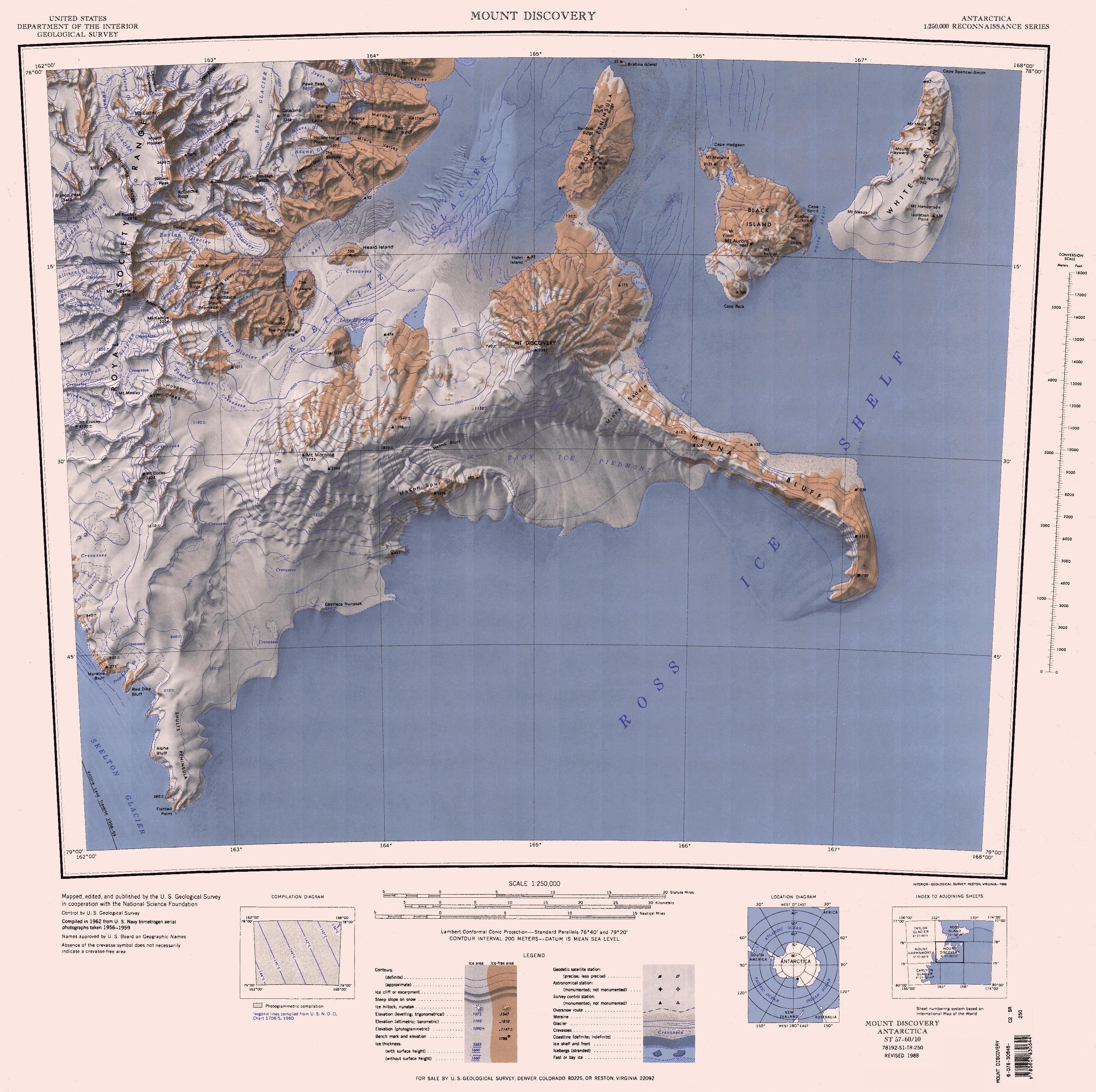
Nella parte nord-occidentale di questa mappa in scala 1:250 000 realizzata dallo USGS è possibile vedere il flusso del ghiacciaio Miers.